# Carmarthen

Carmarthen (em galês Caerfyrddin - caer fort + Myrddin Moridunum, Merlin (origem duvidosa)) é a capital do condado de Carmarthenshire, País de Gales. Foi edificada nas margens do Rio Tywi e tem uma população de, aproximadamente, 13.148 habitantes.